# Saint-Prosper (Québec)
Pour les articles homonymes, voir Saint-Prosper.
Saint-Prosper est une municipalité dans la municipalité régionale de comté des Etchemins au Québec (Canada), située dans la région administrative de Chaudière-Appalaches.
Il s'agit de la deuxième municipalité la plus populeuse des Etchemins derrière Lac-Etchemins. La population en 2021 est de 3 596 habitants.

## Toponymie
Elle est nommée en l'honneur de l'abbé Prosper-Marcel Meunier. En 1880 il fait construire une chapelle et un presbytère. C'est en 1901 que la municipalité prend son nom actuel.

## Histoire

### Chronologie
- 26 septembre 1887 : Fondation de la municipalité du canton de Watford West.
- 27 avril 1929 : La municipalité du canton de Watford West devient la municipalité de Saint-Prosper.

## Géographie
Plusieurs cours d'eau du bassin versant de la rivière Chaudière coulent sur le territoire de la municipalité. La rivière Famine, qui délimite le nord-ouest, coule vers sud-ouest et la rivière Veilleux, qui délimite le nord-est de la municipalité, coule vers l'ouest. La rivière des Abénaquis traverse la municipalité du sud-est vers le nord-ouest où elle conflue avec la rivière Famine.
La rivière des Abénaquis Sud-Est, qui coule vers l'ouest, conflue avec la rivière des Abénaquis Sud-Ouest dans le sud-ouest au sud de la confluence de cette dernière, qui coule vers l'ouest, avec la rivière des Abénaquis.

## Démographie
| 1901 | 1911  | 1921  | 1931  | 1941  | 1951  | 1956  |
| ---- | ----- | ----- | ----- | ----- | ----- | ----- |
| 958  | 1 528 | 2 022 | 2 376 | 2 475 | 2 865 | 3 016 |

| 1961  | 1966  | 1971  | 1976  | 1981  | 1986  | 1991  |
| ----- | ----- | ----- | ----- | ----- | ----- | ----- |
| 3 168 | 3 293 | 3 269 | 3 310 | 3 637 | 3 646 | 3 628 |

| 1996  | 2001  | 2006  | 2011  | 2016  | 2021  | - |
| ----- | ----- | ----- | ----- | ----- | ----- | - |
| 3 772 | 3 802 | 3 612 | 3 605 | 3 590 | 3 596 | - |

## Administration
Les élections municipales se font en bloc pour le maire et les six conseillers.
| Saint-Prosper Maires depuis 2001                                                                                     |                   |           |          |
| Élection | Maire             | Qualité   | Résultat |
| 2001 | Gilles Boivin     |           | Voir     |
| 2005 | Raynald Fortin    |           | Voir     |
| 2008 | Pierre Poulin     |           | Voir     |
| 2009 | Pierre Poulin     | Voir      |          |
| 2011 | Jean-Simon Maheux | Pro-maire | Voir     |
| 2011 | Richard Couët     |           | Voir     |
| 2013 | Richard Couët     | Voir      |          |
| 2017 | Richard Couët     | Voir      |          |
| 2021 | Alain Maheux      |           | Voir     |
| Élection partielle en italique Depuis 2005, les élections sont simultanées dans toutes les municipalités québécoises |                   |           |          |

## Attraits touristiques
- Le théâtre du Ganoué (fermé en 2022[4]) : il s'agit d'un théâtre d'été installé dans une vieille grange où des troupes locales se produisent chaque été.
- Le Village Beauceron (fermera en 2025[5]) : dans ce village historique, on a rassemblé de nombreux bâtiments d'époque avec animation faite par de jeunes figurants. De nombreuses activités sont organisées lors de la saison touristique. On y trouve aussi la « Forêt légendaire », un jeu de piste axé sur les légendes du folklore. Anciennement connu sous le nom « Village des Défricheurs »[6].

## Événements
- Défi Beauceron[7].
- Festival Nashville en Beauce[8].
- Exposition régionale de Saint-Prosper[9].
- Saint-Prosper en lumière[10].

## Personnalités liées à la municipalité
- Fabien Roy (1928-2023), homme politique et homme d'affaires